# فيرو كيطا
فيرو كيطا (بالبرتغالية: Ferro Gaita) هي مجموعة موسيقية أخضرية تُمارس نوع الفونانا.
تأسست المجموعة يوم 22 يوليوز 1996، وهي من أشهر المجموعات الموسيقية بالرأس الأخضر. أنتجت عدة ألبومات وغنّت بعدة مهرجانات عبر العالم.

## أصل التسمية
اسم المجموعة هو باللغة البرتغالية، وينقسم إلى شطرين: "فيرو" (المسمّى أيضا: "فيرينيو")، تعني القضيب الحديدي المصنوع من سكين، و "كيطا"، وهو نوع صغير من آلة الأكورديون. يرمز جمع الكلمتين إلى فن الفونانا، وهو فن موسيقي معروف بالرأس الأخضر، يستعمل فيه الممارسون هاتين الآلتين بشكل رئيسي.

## وصلات خارجية
- فيرو كايطا على موقع ميوزك برينز (الإنجليزية)
- فيرو كايطا على موقع ديسكوغز (الإنجليزية)